# Bataille de Loano
Première Coalition
Batailles
La bataille de Loano est une bataille des guerres de la Révolution française, en 1795, et une victoire des forces françaises de Masséna sur les Autrichiens de Wallis et d’Argenteau.

## Campagne précédant la bataille
L'armée d'Italie commandée par Schérer se préparait à terminer la campagne de 1795 en livrant une bataille décisive. Le centre de cette armée, aux ordres de Masséna, était formé par deux divisions de l'ancienne armée d'Italie ; une troisième division de la même armée formait l'aile gauche que commandait le général Sérurier ; la droite, sous Augereau, se composait des divisions récemment arrivées des Pyrénées avec Schérer.
Une autre division, restée au col de Tende, couvrait Saorge. Toute cette armée s'élevait à peine à 40 000 hommes manquant de pain, d'habillement et de munitions, ses communications avec Gênes étant interrompues par la flotte anglaise. L'armée austro-sarde était forte de 53 000 hommes aux ordres de Wallis et d’Argenteau. Elle s'appuyait à gauche sur la mer à Loano et s'adossait à droite au Piémont sur les places de Ceva, de Coni et de Mondovi.
Cette position se composait de postes inexpugnables, liés les uns aux autres par des retranchements, et défendus par cent pièces d'artillerie. Schérer arrivant dans un pays qui lui était inconnu, fut assez modeste pour se défier de lui-même et offrit généreusement au plus digne de ses généraux la direction des plans d'attaque. Masséna, proclamé le plus habile par ses collègues, en fut chargé et s'en occupa sur-le-champ.
Le 17 novembre, le général Charlet attaqua les Austro-Sardes à Campo di Pietri, les culbuta, détruisit leurs retranchements et prit trois pièces de canon et 500 prisonniers, mais un brouillard épais ayant forcé Masséna de renoncer à l'attaque qu'il projetait sur la droite, il résolut d'opérer sur le centre, de s'emparer de ses positions, de les dépasser et d'en prendre d'autres en arrière de sa ligne. Masséna se chargea d'exécuter lui-même ce plan hardi.

## Déroulement de la bataille
Les Français comptaient former trois attaques, une fausse et deux sérieuses. Augereau, avec l'aile droite, devait chercher à déborder la gauche de l'ennemi ; Sérurier, avec l'aile gauche, était chargé de tenir en échec l'ennemi qu'il avait en présence ; Masséna partit le 22 novembre à la nuit tombante avec deux divisions pour attaquer le centre. Au point du jour, il fit une courte harangue à ses troupes pour leur dire que la victoire était dans leurs baïonnettes, puis l'attaque commença aussitôt.
Masséna s'empara au pas de course de toutes les positions jusqu'à Bardineto. Là, les Autrichiens opposèrent une vive et longue résistance. Masséna, s'indignant de cette perte de temps, fit approcher sa réserve et le combat recommença avec fureur. Le général Charlet, se précipitant le premier dans les retranchements, y tomba frappé d'un coup mortel. Sa mort excita la rage des soldats, qui, les rangs serrés et la baïonnette en avant, se ruèrent en masse compacte sur les ennemis et les mirent dans une déroute complète.
Pendant ce temps, Augereau attaquait l'aile gauche avec succès depuis Loano jusqu'aux hauteurs occupées par Argenteau. Toutes les positions furent successivement emportées. Le mamelon, dit le grand Castellaro, défendu par le général milanais Roccavina avec 1 200 hommes, opposa plus de résistance.
Augereau somma Roccavina de mettre bas les armes. Celui-ci consentit à quitter la redoute avec armes et bagages. Augereau rejeta cette offre avec dédain et lui donna dix minutes pour se rendre à discrétion. « Dix minutes, répondit le Milanais, il ne m'en faudra pas tant pour passer par là » et il montra la brigade Victor déployée devant lui. On crut d'abord que c'était une bravade ; mais Roccavina, déterminé à succomber avec gloire, sortit de sa redoute, tomba en furieux sur les 117e et 118e demi-brigades, les culbuta, et malgré le feu du reste de la brigade, parvint à effectuer sa retraite, au grand étonnement des républicains que sa résolution pénètrait d'admiration.
Cependant, les Austro-Sardes s'étaient ralliés sur le mont Carmelo pour arracher la victoire à un ennemi qu'ils croyaient épuisé par dix heures de combat. Schérer, devinant leur projet, s'avança contre eux avec sa droite, mais incertain de ce qui s'était passé au centre avec Masséna, craint de tout compromettre ; il hésita. Un message de Masséna vint le rassurer ; il continua son mouvement ; mais tout à coup, un brouillard humide, accompagné de tourbillons de neige et de grêle cacha la lumière du jour et mit fin à la poursuite. Des rangs entiers furent renversés par les rafales de la tourmente, et l'on compta sur le champ de bataille des morts et des blessés que n'avait pas frappés la main des hommes. Les Autrichiens profitèrent des ténèbres pour fuir, abandonnant tentes, artillerie et caissons. Augereau les poursuivit avec ses troupes légères ; Masséna, qui avait marché malgré la tourmente, avait fait occuper par Joubert les défilés de Saint-Jacques ; il ne resta aux Autrichiens que les sentiers des montagnes et la vallée de la Bormida.
Ce fut alors le tour du général Sérurier qui, pendant les journées du 23 et du 24, s'était borné à contenir l'aile droite austro-sarde. Il exécuta dès lors sur l'armée piémontaise une attaque impétueuse, la battit complètement, lui enleva toute son artillerie et la contraint de se réunir dans le camp retranché de Ceva aux débris d'Argenteau.
Telle fut cette bataille, dont le succès tout entier fut dû aux dispositions et à l'audace de Masséna. La victoire de Loano livra aux Français d'immenses approvisionnements et leur ouvrit les portes de la Péninsule italienne.

## troupes françaises ayant participé à la bataille de Loano
Pour l'infanterie : (liste probablement non complète)
4e, 11e, 14e, 19e, 25e, 30e, 32e, 33e, 39e, 43e, 46e, 56e, 75e, 85e, 99e, 101e, 102e, 105e, 117e, 118e, 122e, 129e, 130e, 145e, 147e, 152e et 170e demi-brigades de première formation ainsi que la 1ère demi-brigade légère, la 13e demi-brigade provisoire et le 2e bataillon de volontaires de la Haute-Loire

## Décoration
- LOANO 1795 est inscrit sur le drapeau des régiments cités lors de cette bataille.

## Source
Charles Mullié, Biographie des célébrités militaires des armées de terre et de mer de 1789 à 1850, 1852 